# Csaba Margit
Csaba Margit, Chalupka (Budapest, 1898. március 31. – Budapest, 1965. november 17.) orvos, író, katolikus hitoktató.

## Életpályája
Budapest I. kerületében született Chalupka Sándor pékmester és Priviczky Verona gyermekeként. 1918-ig Chalupka volt a családi neve. 1923-ban szerezte meg orvosi diplomáját, majd gyakornoksága után a Kórbonctani Intézetben lett tanársegéd. Szövettenyésztőként rákkutatással is foglalkozott. 1925-ben elvégezte a Ward Kollégiumot, és 1948-ig hitoktatóként működött.
1927-ben iskolaorvos és tanár a Ranolder Intézet „Klára” ipari leányiskolájában, majd a Zichy Pallavicini Edina Felsőkereskedelmi Iskolában és az Árpád-házi Szent Erzsébet Háztartási Gazdasági Továbbképző Intézetben. Közben gazdasági szaktanári oklevelet is szerzett. 1935-ben elkészítette az orvosi kar könyvtára számára a folyóiratok jegyzékét. 1952-ben körzeti orvos lett. Orvostudományi dolgozatai szövettani vizsgálatok elemzésével foglalkoztak.
Tagja volt a Katolikus Tanügyi Tanácsnak és a Magyar Pathológiai Társaságnak, előadója a székesfővárosi Iskolán Kívüli Népművészeti Bizottságnak.
Fiatal orvosként protestánsokkal együtt több bibliaolvasó összejövetelen is részt vett. Mivel a magyar püspökök ezt nem nézték jó szemmel, 1929-ben, a pápai prelátus (későbbi veszprémi érsek) Tóth Tihamér biztatására  megalapította a Pro Christo katolikus leányszövetséget, melynek céljául főiskolás vagy főiskolát végzett leányok között a Szentírás szellemében végzett apostolkodást tűzte ki.

## Művei
- Amit a serdülő leánynak tudnia kell. Budapest, 1932. (1935-ben német, 1939-ben angol, francia, és horvát fordításban is).
- Amit egy nagy leánynak tudnia kell. (Csia Sándornéval) Budapest, 1932. (1939-ben angol, francia, horvát és német fordításban is)
- Amit a fiatal asszonynak tudnia kell. Budapest, 1935.
- Amit az édesanyának tudnia kell. (Előszó: Tóth Tihamér) Budapest, 1937.
- Amit minden anyának tudnia kell! Ki volt Semmelweis. Budapest, 1940.